# 藤原通衡
藤原 通衡（ふじわら の みちひら）は、平安時代末期、鎌倉時代初期の奥州藤原氏の武将。奥州藤原氏第3代当主藤原秀衡の五男。六弟・頼衡と同様に、四人の兄達（国衡、泰衡、忠衡、高衡）と比べて記録が極端に少なく、人物像がはっきりしていない。

## 概略
四人の兄達とは異なり、『吾妻鏡』には六弟にして末弟である頼衡と共に名前が見えず、また、『玉葉』、『愚管抄』、『明月記』、『六代勝事記』にも通衡に関する記述は無く、史料に乏しいため、詳細は不明。わずかに通衡の名が見える『尊卑分脈』には、三兄・忠衡の同母弟で、忠衡が父の遺言を破った泰衡に対して反乱を起こした（或いは反乱を計画した）ため、次兄・泰衡に襲撃を受けた。その際、通衡も共に討たれたとしている。没年齢については正確には不明だが、三兄・忠衡が23歳で死亡したことを考えると、それより下の年齢であったと推測できる。また、末弟・頼衡に関する伝承の一つに16歳前後で没したというものがあり、これを信用するならば、通衡の享年は16歳以上23歳以下と考えられる。このような状況から、通衡も忠衡同様、義経保護を主張していたと考えることもできる。

## 平泉志の記述
明治初期に著された『平泉志』には一説に「仙北五郎利衡」という名が見られることが指摘され、この人物は通衡と同一人物という推測がある。

## 出羽押領使
『尊卑分脈』や天御中主尊に始まる『藤原氏系図』(個人蔵・江戸初期 京都本)の通衡の欄には、通衡が出羽押領使であったとの記載があるが、国衡が鹿角という一地域を抑えていたと思われることや『吾妻鏡』には泰衡が陸奥と出羽の押領使を継いだとあることから、通衡が出羽全域を抑えていたとは考えにくく、事実かどうかは疑問である。ただ、出羽冠者や出羽五郎、あるいは仙北五郎という別名から（仙北は秋田県南地域を指す）、出羽方面に何らかの関わりを持った人物であることは推測できる。

## 通称（別名）について
秀衡の6人の息子の通称については史料によって差異があり、詳細はよく分からないところがある。『尊卑分脈』では五男の通衡に「泉三郎」が冠せられて三男の忠衡は「泉冠者」となっているが、泰衡に「泉冠者」を冠している史料もある。六男の頼衡の「錦戸太郎」は読みが同じである長男の国衡に冠せられている史料も多い。そもそもなぜ六男であるはずの頼衡が太郎と呼ばれているのかも不明である。